# متروی آتن
متروی آتن در ۱۷ فوریه ۱۸۶۹ به صورت آزمایشی گشایش یافت. در سال ۱۸۶۷ احداث مترو آتن به ادوارد پیکرینگ تاجر انگلیسی سپرده شد. نمایشگاه‌های مختلفی در ایستگاه‌های این مترو قرار دارد. متروی آتن دارای ۳ خط، ۸۴٫۵ کیلومتر و ۶۵ ایستگاه‌است و روزانه ۱٬۳۵۳٬۰۰۰ نفر با آن سفر می‌کنند.
| خطوط متروی آتن |

## خط یک (آبی)
خط یک ۳۵ کیلومتر طول و ۲۴ ایستگاه دارد، ۳ تای آن با سایر خطوط متقاطع و طولانی‌ترین خط مترو آتن است.

## خط ۲ (قرمز)
احداث خط قرمز با ۱۱٫۶ کیلومتر طول و ۱۴ ایستگاه در اوایل دهه ۱۹۹۰ آغاز و در ۲۸ ژانویه ۲۰۰۰ اولین بخش آن افتتاح شد.

## خط ۳ (سبز)
۲۵٫۶ کیلومتر طول دارد و به سمت حومه غربی و فرودگاه بین‌المللی آتن گسترش یافته‌است.